# Municipio de Burns (Illinois)
El municipio de Burns (en inglés: Burns Township) es un municipio ubicado en el condado de Henry en el estado estadounidense de Illinois. En el año 2010 tenía una población de 265 habitantes y una densidad poblacional de 2,81 personas por km².

## Geografía
El municipio de Burns se encuentra ubicado en las coordenadas 41°16′44″N 90°1′50″O / 41.27889, -90.03056. Según la Oficina del Censo de los Estados Unidos, el municipio tiene una superficie total de 94.41 km², de la cual 94,41 km² corresponden a tierra firme y (0 %) 0 km² es agua.

## Demografía
Según el censo de 2010, había 265 personas residiendo en el municipio de Burns. La densidad de población era de 2,81 hab./km². De los 265 habitantes, el municipio de Burns estaba compuesto por el 98,87 % blancos, el 0,75 % eran asiáticos y el 0,38 % eran de una mezcla de razas. Del total de la población el 1,13 % eran hispanos o latinos de cualquier raza.